# NGC 2428
NGC 2428 је расејано звездано јато у сазвежђу Крма које се налази на NGC листи објеката дубоког неба.
Деклинација објекта је - 16° 31' 42" а ректасцензија 7h 39m 22,0s. Привидна величина (магнитуда) објекта NGC 2428 износи 11,6.